# Patten (Kättilstads socken, Östergötland, 644370-150577)
Patten är en sjö i Kinda kommun i Östergötland och ingår i Storåns huvudavrinningsområde.